# Ludwigia prostrata
Ludwigia prostrata är en dunörtsväxtart som beskrevs av William Roxburgh. Ludwigia prostrata ingår i släktet ludwigior, och familjen dunörtsväxter. Inga underarter finns listade i Catalogue of Life.

## Bildgalleri

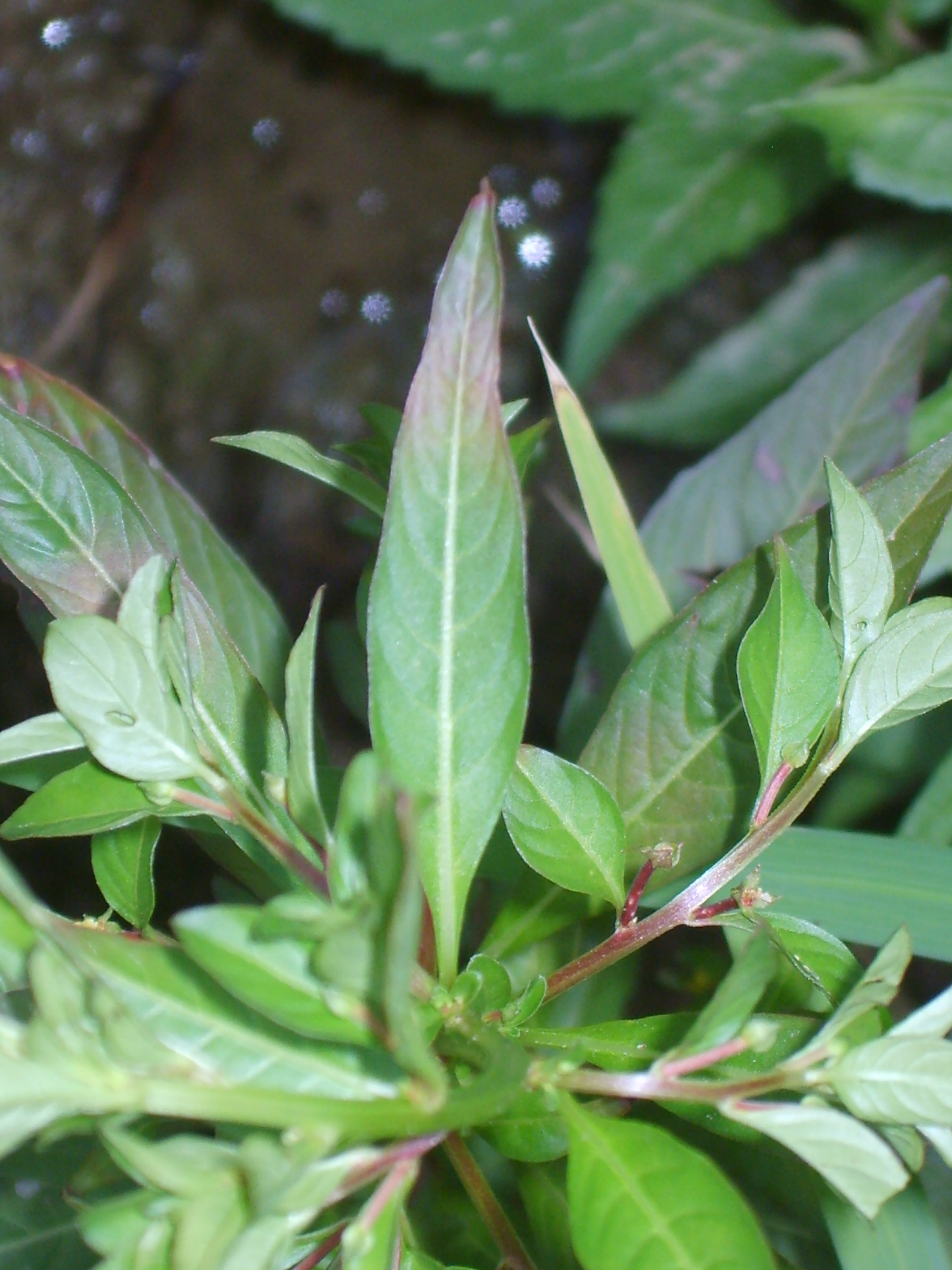
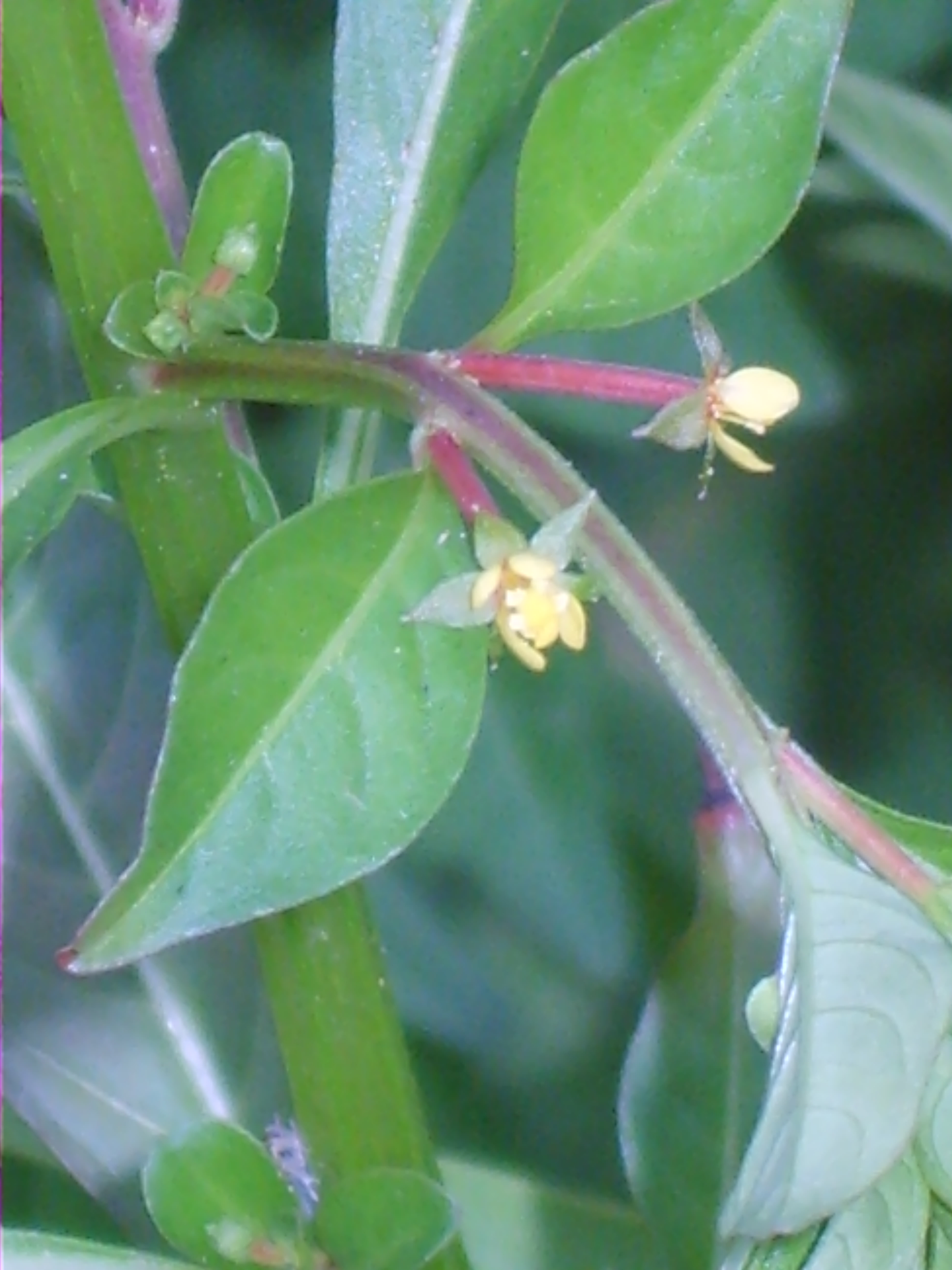
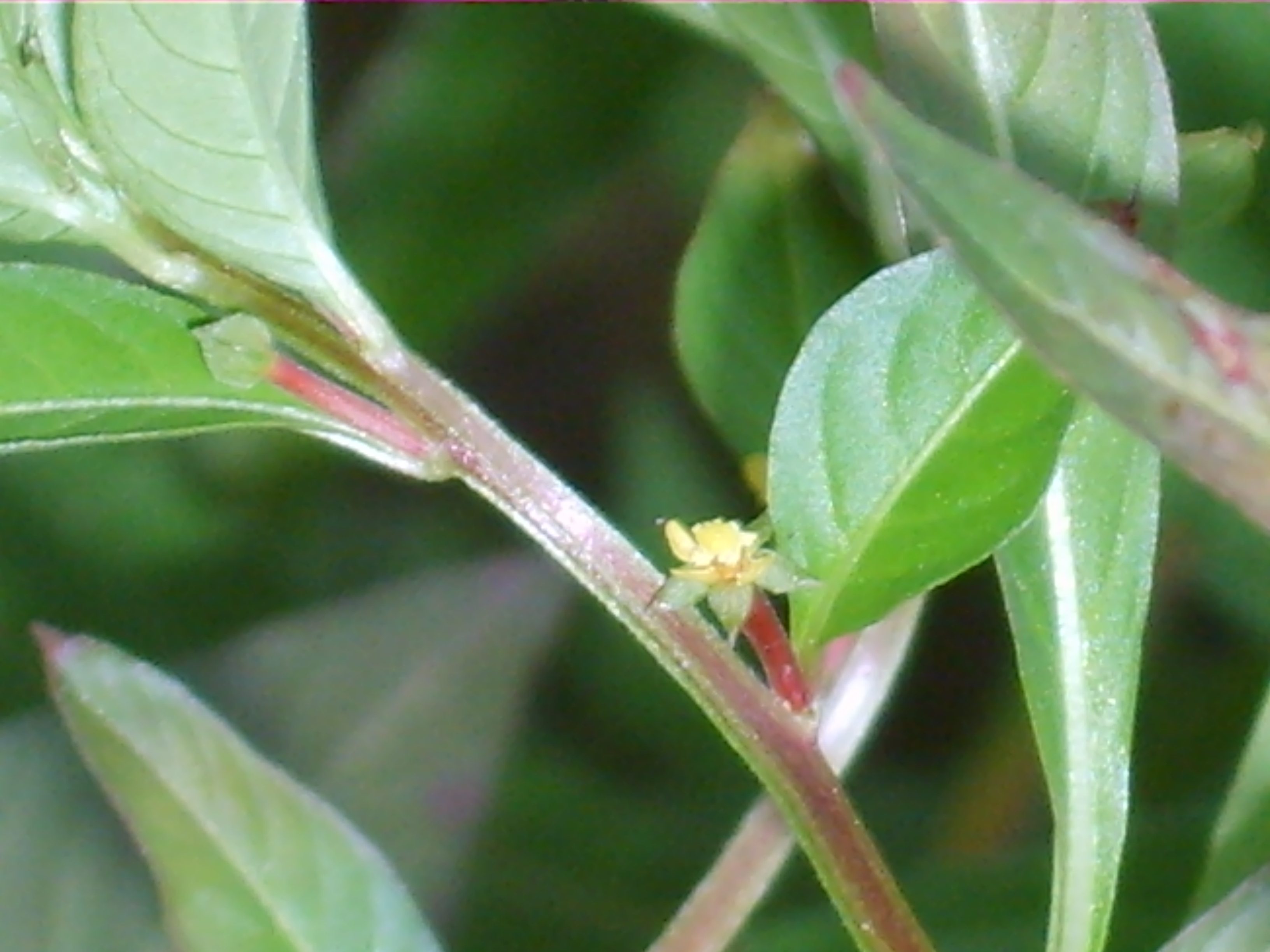
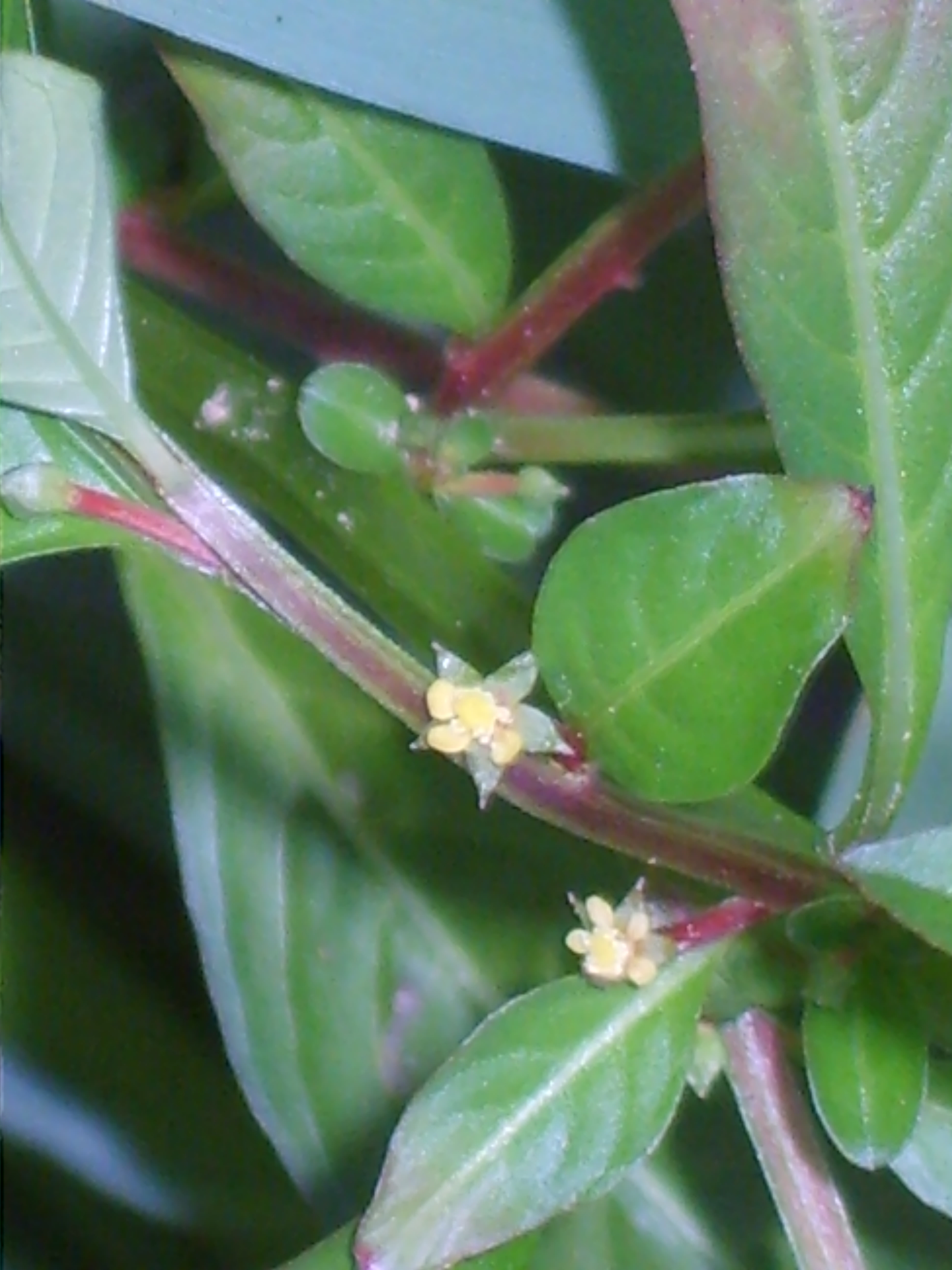
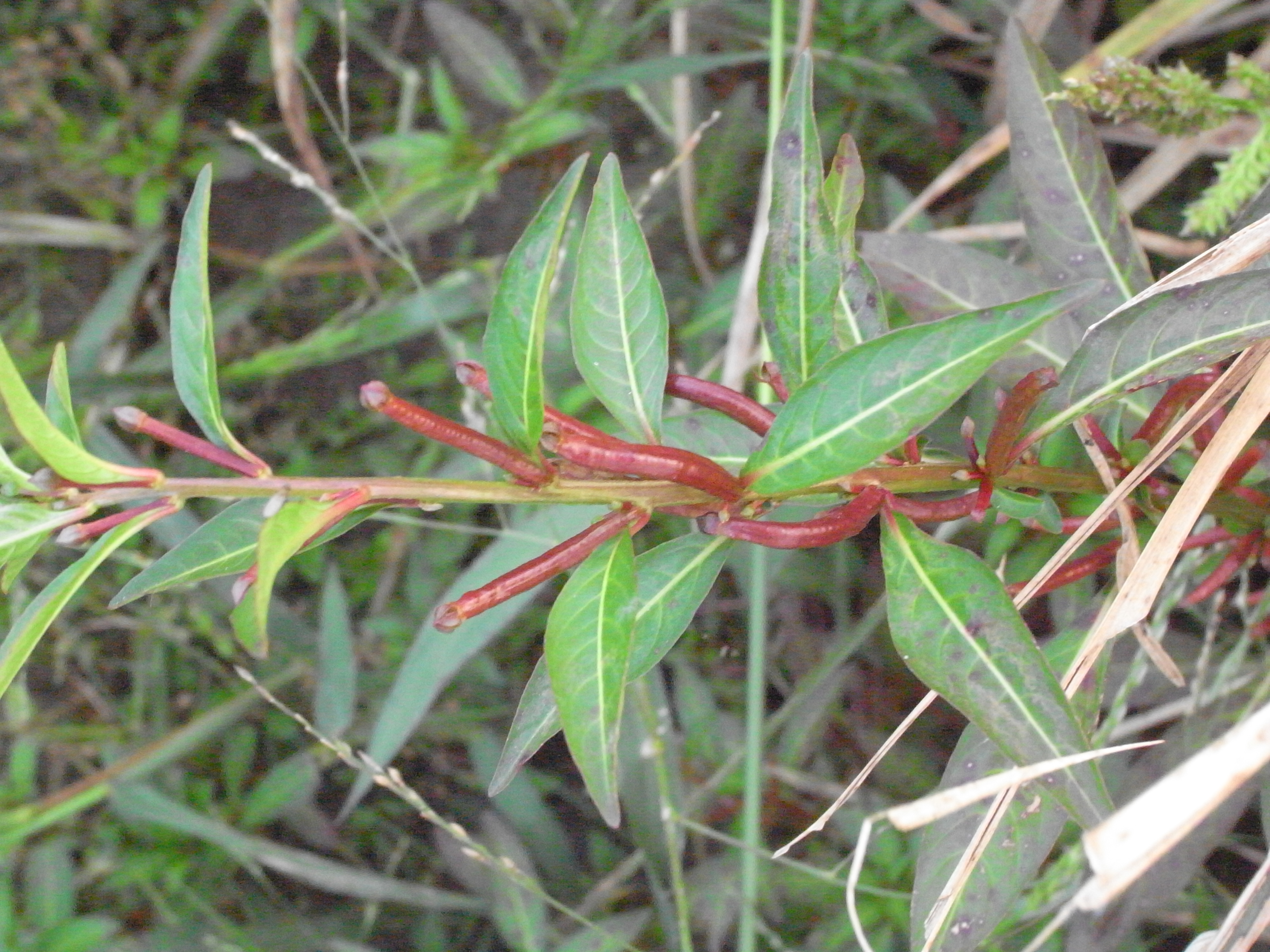